# Les Télé-Graphistes
Les Télé-Graphistes était un duo de caricaturistes belges actif durant les années 1970 et 1980, composé de Jamic (dessinateur) et Gennaux (scénariste).
Ce duo publiait dans le journal hebdomadaire Télémoustique des caricatures visant principalement la télévision belge (appelée RTB à l'époque et pas encore RTBF), son directeur Robert Wangermée éternellement en quête d'argent pour faire passer la RTB à la télévision en couleurs au début des années 1970, ses journalistes (Luc Beyer, Georges Désir, Georges Konen, Frédéric François, Jacques Vierendeels...), les animateurs du Jardin extraordinaire (Arlette Vincent, Edgar Kesteloot et Maryse), ses journalistes scientifiques Paul Danblon et Yves Coeckelenberghs, ses critiques cinématographiques Sélim Sasson et Dimitri Balachoff, ses speakerines... D'autres dessins caricaturaient la télévision française. Le dernier album du duo, Émissions impossibles, était une histoire complète, sous forme d'enquête policière parodique qui voyait Columbo intervenir pour résoudre une énigme dans le milieu de la télévision.

## Albums
- 1re série (format 20x24 cm) :
  - Les Télé-Graphistes, ou la télévision vue par Jamic et Gennaux, les caricaturistes de Télémoustique, de Jamic (dessin) et Serge Gennaux (scénario), t. 1, Dupuis, 1971.
  - Les Télé-Graphistes, ou la télévision vue par Jamic et Gennaux, de Jamic (dessin) et Serge Gennaux (scénario), t. 2, Dupuis, 1972.
- 2e série :
  - Les Télé-Graphistes ou la télévision vue par Jamic et Gennaux, de Jamic (dessin) et Serge Gennaux (scénario), t. 1, Dupuis, 1972 (réédition).
  - Les Télé-Graphistes ou la télévision vue par Jamic et Gennaux, de Jamic (dessin) et Serge Gennaux (scénario), t. 2, Dupuis, 1976.
  - Les Télé-Graphistes ou la télévision vue par Jamic et Gennaux, de Jamic (dessin) et Serge Gennaux (scénario), t. 3, Dupuis, 1978.
  - Les Télé-Graphistes, les exploits des héros de la télévision en bandes dessinées, de Jamic (dessin) avec Serge Gennaux (scénario), t. 4, Dupuis, 1980.
  - Mystère à la télévision - Émissions impossibles, de Jamic (dessin) avec Serge Gennaux (scénario), t. 5, collection "Les Étoiles Dupuis", Dupuis, 1985.